# Vickers Vulcan
El Vickers Vulcan fue un avión de pasajeros biplano monomotor británico de la década de 1920, construido por Vickers Limited en el aeródromo de Brooklands, Surrey. Llevaba ocho pasajeros y un piloto.

## Desarrollo
El Vickers Vulcan fue diseñado por Rex Pierson de Vickers. Voló por primera vez en abril de 1922 a manos del piloto de pruebas jefe, S. Cockerell, en el aeródromo de Brooklands en Surrey, Reino Unido.
El Vulcan se basaba en una versión civil del bombardero Vimy, pero presentaba muchos cambios, incluido un fuselaje mucho más grande y más alto y un motor, en lugar de dos, Rolls-Royce Eagle VIII, con la intención de reducir los costes operativos. La forma de su fuselaje, así como sus características de vuelo, le valieron el apodo de "Flying Pig" ("Cerdo Volador"). La primera entrega tuvo lugar en agosto de 1922, a Instone Air Line Ltd. Otros operadores fueron Imperial Airways y Qantas (sin embargo, esta última devolvió los aviones porque su rendimiento era demasiado pobre para las necesidades de la compañía). El último Vulcan que voló fue un Type 74 de Imperial Airways. Se estrelló en julio de 1928 durante un vuelo de pruebas realizado desde el aeropuerto de Croydon.

## Variantes
Type 61
Primera versión de producción, cinco construidos.
Type 63
Versión de carga basada en el Type 61, una unidad construida.
Type 68
Variante colonial propuesta con motor Eagle VIII, no construida.
Type 74
Actualizado con motor Napier Lion de 450 hp, dos construidos.
Type 86
Propuesta variante totalmente metálica con motor Eagle VIII, no construida.

## Operadores
Australia
- Qantas

 Reino Unido
- Imperial Airways
- Instone Air Line

## Accidentes e incidentes
- G-EBEM (Type 61): desapareció frente a las costas de Italia en mayo de 1926.
- G-EBLB (Type 74): se estrelló durante un vuelo de pruebas desde el aeropuerto de Croydon, en Purley, en julio de 1928.

## Especificaciones (Vulcan Type 74)
Referencia datos: Vickers Aircraft Since 1908

### Características generales
- Tripulación: Uno (piloto)
- Capacidad: 6-8 pasajeros
- Longitud: 11,6 m (38 ft)
- Envergadura: 14,9 m (49 ft)
- Altura: 4,3 m (14,2 ft)
- Superficie alar: 78 m² (839,6 ft²)
- Peso vacío: 1996 kg (4399,2 lb)
- Peso cargado: 3062 kg (6748,6 lb)
- Planta motriz: 1× motor lineal de 12 cilindros refrigerado por agua Napier Lion.
  - Potencia: 340 kW (469 HP; 462 CV)
- Hélices: Bipala de madera de paso fijo

### Rendimiento
- Velocidad máxima operativa (Vno): 180 km/h (112 MPH; 97 kt) a nivel del mar
- Alcance: 740 km (400 nmi; 460 mi)
- Techo de vuelo: 3200 m (10 499 ft)
- Régimen de ascenso: 2,5 m/s (492 ft/min)
- Tiempo a altitud: 13 min para 1500 m (5000 pies)

## Aeronaves relacionadas

### Desarrollos relacionados
- Vickers Vimy

### Aeronaves similares
- Bristol Ten-seater
- De Havilland DH.18
- De Havilland DH.34

### Secuencias de designación
- Secuencia Numérica (interna de Vickers): ← 56 - 57 - 58-60 - 61 - 62 - 63 - 64 - 66 - 67 - 68 - 69 - 70 - 71 - 72 - 73 - 74 - 75 - 76 - 77 - 78 - 79 - 81 - 83-85 - 86 - 87 - 89 - 91 →